# Okres ochronny
Okres ochronny – ustalony przepisami okres, podczas którego nie wolno na dany gatunek zwierzęcia polować, zabijać go, płoszyć, niszczyć gniazd. Zwykle okresy ochronne obejmują okres rozmnażania się danego gatunku. Każdy gatunek ma inny okres ochronny. Okresy ochronne dotyczą przede wszystkim zwierząt łownych (ssaki, ptaki) i ryb.

## Przepisy ustalające okresy ochronne
- Rozporządzenie Ministra Środowiska z dnia 16 marca 2005 r. w sprawie określenia okresów polowań na zwierzęta łowne (Dz.U. z 2023 r. poz. 99)
- Rozporządzenie Ministra Rolnictwa i Rozwoju Wsi z dnia 12 lipca 2023 r. w sprawie szczegółowych warunków ochrony i połowu ryb w powierzchniowych wodach śródlądowych. (Dz.U. z 2023 r. poz. 1373)
- Rozporządzenie Ministra Gospodarki Morskiej i Żeglugi Śródlądowej z dnia 21 sierpnia 2019 r. w sprawie wymiarów i okresów ochronnych organizmów morskich oraz szczegółowych warunków wykonywania rybołówstwa komercyjnego (Dz.U. z 2019 r. poz. 1701)
- Od 1 stycznia 2020 r. w wodach użytkowanych przez Polski Związek Wędkarski okres ochronny określany jest w Zezwoleniach na amatorski połów ryb wędką, uchwalanych przez zarządy okręgów PZW. Poszczególne okręgi PZW w swoich zezwoleniach ustalają własne okresy ochronne[2].
- Do 31 grudnia 2019 r. w wodach użytkowanych przez Polski Związek Wędkarski okres ochronny określany był w Regulaminie amatorskiego połowu ryb, uchwalanym przez Zarząd Główny Polskiego Związku Wędkarskiego[3].